# Nick Lima
Nick Lima (Castro Valley, California, Estados Unidos, 17 de noviembre de 1994) es un futbolista estadounidense. Juega de defensa y su equipo es el San Jose Earthquakes de la Major League Soccer.
Es internacional absoluto con la selección de Estados Unidos desde el año 2019.

## Trayectoria

### Inicios
Lima jugó durante cuatro años al fútbol universitario en la Universidad de California en Berkeley entre los años 2013 y 2016 para los California Golden Bears, donde jugó 72 encuentros. Durante su etapa universitaria jugó para los Burlingame Dragons de la USL PDL.

### Profesionalismo
El 21 de diciembre de 2016, Lima fichó por el San Jose Eartquakes de la Major League Soccer como jugador de cantera. Debutó con el club el 4 de marzo de 2017 como titular en la victoria por la mínima sobre el Montreal Impact. Anotó su primer gol el 11 de marzo en la victoria por 3-2 en casa ante el Vancouver Whitecaps FC. Al término de la temporada fue nominado al premio de defensa del año y novato del año de la MLS.

### Selección nacional
Fue llamado para jugar con la selección de Estados Unidos el 8 de enero de 2018 para el encuentro amistoso contra Bosnia y Herzegovina, aunque no debutó. Su primer encuentro con la selección norteamericana fue el 28 de enero de 2019, como titular, en un encuentro amistoso contra Panamá que finalizó con victoria para Estados Unidos por 3-0 en el State Farm Stadium.

## Estadísticas

### Clubes
Actualizado al último partido disputado en la temporada 2024.
| Club                                  | Div.          | Temporada     | Liga  | Liga  | Copas nacionales | Copas nacionales | Copas internacionales | Copas internacionales | Total | Total |
| Club                                  | Div.          | Temporada     | Part. | Goles | Part.            | Goles            | Part.                 | Goles                 | Part. | Goles |
| ------------------------------------- | ------------- | ------------- | ----- | ----- | ---------------- | ---------------- | --------------------- | --------------------- | ----- | ----- |
| San Jose Earthquakes Estados Unidos   | 1.ª           | 2017          | 22    | 2     | 4                | 0                | ―                     | ―                     | 26    | 2     |
| San Jose Earthquakes Estados Unidos   | 1.ª           | 2018          | 34    | 2     | 0                | 0                | ―                     | ―                     | 34    | 2     |
| San Jose Earthquakes Estados Unidos   | 1.ª           | 2019          | 24    | 1     | 0                | 0                | ―                     | ―                     | 24    | 1     |
| San Jose Earthquakes Estados Unidos   | 1.ª           | 2020          | 23    | 2     | ―                | ―                | ―                     | ―                     | 2     | 0     |
| San Jose Earthquakes Estados Unidos   | Total club    | Total club    | 103   | 7     | 4                | 0                | 0                     | 0                     | 107   | 7     |
| Austin FC Estados Unidos              | 1.ª           | 2021          | 28    | 0     | ―                | ―                | ―                     | ―                     | 28    | 0     |
| Austin FC Estados Unidos              | 1.ª           | 2022          | 37    | 0     | 0                | 0                | ―                     | ―                     | 37    | 0     |
| Austin FC Estados Unidos              | 1.ª           | 2023          | 33    | 1     | 2                | 0                | 4                     | 0                     | 39    | 1     |
| Austin FC Estados Unidos              | Total club    | Total club    | 98    | 1     | 2                | 0                | 4                     | 0                     | 104   | 1     |
| New England Revolution Estados Unidos | 1.ª           | 2024          | 25    | 1     | ―                | ―                | 6                     | 1                     | 31    | 2     |
| New England Revolution Estados Unidos | Total club    | Total club    | 25    | 1     | 0                | 0                | 6                     | 1                     | 31    | 2     |
| Total carrera                         | Total carrera | Total carrera | 226   | 9     | 6                | 0                | 10                    | 1                     | 242   | 10    |

### Selección nacional
| Selección             | Temporada     | Amistosos | Amistosos | Norteamérica | Norteamérica | Mundial | Mundial | Total | Total |
| Selección             | Temporada     | Part.     | Goles     | Part.        | Goles        | Part.   | Goles   | Part. | Goles |
| --------------------- | ------------- | --------- | --------- | ------------ | ------------ | ------- | ------- | ----- | ----- |
| Adulta Estados Unidos | 2019          | 5         | 0         | 4            | 0            | -       | -       | 9     | 0     |
| Adulta Estados Unidos | Total         | 5         | 0         | 4            | 0            | 0       | 0       | 9     | 0     |
| Total carrera         | Total carrera | 5         | 0         | 4            | 0            | 0       | 0       | 9     | 0     |